# Danh sách đĩa đơn của Michael Jackson
Danh sách đĩa đơn của Michael Jackson bao gồm 73 đĩa đơn chính thức, 15 đĩa đơn hợp tác và 6 đĩa đơn quảng bá. Năm 1964, ông bắt đầu sự nghiệp âm nhạc trong The Jackson 5 và vào năm 1971, ông khai triển sự nghiệp hát đơn. Năm 1971, ông phát hành album phòng thu đầu tay của mình mang tên Got to Be There bởi hãng Motown.

## Đĩa đơn

### Thập niên 1970
| Năm                                                            | Đĩa đơn                          | Vị trí xếp hạng cao nhất | Vị trí xếp hạng cao nhất | Vị trí xếp hạng cao nhất | Vị trí xếp hạng cao nhất | Vị trí xếp hạng cao nhất | Vị trí xếp hạng cao nhất | Vị trí xếp hạng cao nhất | Vị trí xếp hạng cao nhất | Vị trí xếp hạng cao nhất | Vị trí xếp hạng cao nhất | Chứng nhận                              | Album            |
| Năm                                                            | Đĩa đơn                          | Mỹ                       | Úc                       | Áo                       | Canada                   | Pháp                     | Đức                      | Ý                        | Hà Lan                   | New Zealand              | LH Anh                   | Chứng nhận                              | Album            |
| -------------------------------------------------------------- | -------------------------------- | ------------------------ | ------------------------ | ------------------------ | ------------------------ | ------------------------ | ------------------------ | ------------------------ | ------------------------ | ------------------------ | ------------------------ | --------------------------------------- | ---------------- |
| 1971                                                           | "Got to Be There"                | 4                        | 83                       | —                        | 3                        | —                        | —                        | —                        | —                        | —                        | 5                        |                                         | Got to Be There  |
| 1972                                                           | "Rockin' Robin"                  | 2                        | 16                       | —                        | 13                       | —                        | —                        | —                        | —                        | 16                       | 3                        |                                         | Got to Be There  |
| 1972                                                           | "I Wanna Be Where You Are"       | 16                       | —                        | —                        | 57                       | —                        | —                        | —                        | —                        | —                        | —                        |                                         | Got to Be There  |
| 1972                                                           | "Ain't No Sunshine"              | —                        | —                        | —                        | —                        | —                        | —                        | —                        | 16                       | —                        | 8                        |                                         | Got to Be There  |
| 1972                                                           | "Ben"                            | 1                        | 1                        | —                        | 6                        | 81                       | —                        | —                        | 2                        | 12                       | 7                        |                                         | Ben              |
| 1973                                                           | "With a Child's Heart"           | 50                       | —                        | —                        | 60                       | —                        | —                        | —                        | —                        | —                        | —                        |                                         | Music & Me       |
| 1973                                                           | "Morning Glow"                   | —                        | 98                       | —                        | —                        | —                        | —                        | —                        | —                        | —                        | —                        |                                         | Music & Me       |
| 1973                                                           | "Music and Me"                   | —                        | —                        | —                        | —                        | —                        | —                        | —                        | 34                       | —                        | —                        |                                         | Music & Me       |
| 1973                                                           | "Happy"                          | —                        | 31                       | —                        | —                        | —                        | —                        | —                        | —                        | 21                       | 52                       |                                         | Music & Me       |
| 1975                                                           | "We're Almost There"             | 54                       | —                        | —                        | 79                       | —                        | —                        | —                        | 61                       | 21                       | 46                       |                                         | Forever, Michael |
| 1975                                                           | "Just a Little Bit of You"       | 23                       | —                        | —                        | 43                       | —                        | —                        | —                        | —                        | —                        | —                        |                                         | Forever, Michael |
| 1975                                                           | "One Day in Your Life"           | 55                       | 9                        | —                        | —                        | —                        | —                        | —                        | 1                        | 48                       | 1                        | - LH Anh: Bạc                           | Forever, Michael |
| 1979                                                           | "You Can't Win"                  | 81                       | —                        | —                        | —                        | —                        | —                        | —                        | —                        | —                        | —                        |                                         | The Wiz          |
| 1979                                                           | "A Brand New Day"                | —                        | —                        | —                        | —                        | —                        | —                        | —                        | —                        | —                        | —                        |                                         | The Wiz          |
| 1979                                                           | "Don't Stop 'til You Get Enough" | 1                        | 1                        | 11                       | 3                        | 15                       | 13                       | 6                        | 2                        | 1                        | 3                        | - Mỹ: Bạch kim - Úc: Vàng - LH Anh: Bạc | Off the Wall     |
| 1979                                                           | "Rock with You"                  | 1                        | 4                        | —                        | 3                        | 59                       | 58                       | 9                        | —                        | 3                        | 7                        | - Mỹ: Bạch kim                          | Off the Wall     |
| "—" Đĩa đơn không được phát hành hoặc xếp hạng tại quốc gia đó |                                  |                          |                          |                          |                          |                          |                          |                          |                          |                          |                          |                                         |                  |

### Thập niên 1980
| Năm                                                            | Đĩa đơn                                             | Vị trí xếp hạng cao nhất | Vị trí xếp hạng cao nhất | Vị trí xếp hạng cao nhất | Vị trí xếp hạng cao nhất | Vị trí xếp hạng cao nhất | Vị trí xếp hạng cao nhất | Vị trí xếp hạng cao nhất | Vị trí xếp hạng cao nhất | Vị trí xếp hạng cao nhất | Vị trí xếp hạng cao nhất | Chứng nhận                                                                          | Album        |
| Năm                                                            | Đĩa đơn                                             | Mỹ                       | Úc                       | Áo                       | Canada                   | Pháp                     | Đức                      | Ý                        | Hà Lan                   | New Zealand              | LH Anh                   | Chứng nhận                                                                          | Album        |
| -------------------------------------------------------------- | --------------------------------------------------- | ------------------------ | ------------------------ | ------------------------ | ------------------------ | ------------------------ | ------------------------ | ------------------------ | ------------------------ | ------------------------ | ------------------------ | ----------------------------------------------------------------------------------- | ------------ |
| 1980                                                           | "Off the Wall"                                      | 10                       | 94                       | —                        | 11                       | —                        | —                        | —                        | 23                       | 14                       | 7                        | - Mỹ: Vàng                                                                          | Off the Wall |
| 1980                                                           | "She's Out of My Life"                              | 10                       | 17                       | —                        | 15                       | —                        | —                        | —                        | 19                       | 6                        | 3                        | - Mỹ: Vàng                                                                          | Off the Wall |
| 1980                                                           | "Girlfriend"                                        | —                        | —                        | —                        | —                        | —                        | —                        | —                        | —                        | 49                       | 41                       |                                                                                     | Off the Wall |
| 1982                                                           | "The Girl Is Mine" (với Paul McCartney)             | 2                        | 4                        | —                        | 8                        | —                        | 53                       | 22                       | 12                       | 3                        | 8                        | - Mỹ: Vàng                                                                          | Thriller     |
| 1983                                                           | "Billie Jean"                                       | 1                        | 1                        | 2                        | 1                        | 2                        | 2                        | 1                        | 2                        | 2                        | 1                        | - Mỹ: Bạch kim - Úc: Bạch kim - Canada: 2× Bạch kim - Pháp: Bạch kim - LH Anh: Vàng | Thriller     |
| 1983                                                           | "Beat It"                                           | 1                        | 2                        | 6                        | 1                        | 1                        | 2                        | 12                       | 1                        | 1                        | 3                        | - Mỹ: Bạch kim - Úc: Bạch kim - Canada: Bạch kim - Pháp: Bạch kim - LH Anh: Bạc     | Thriller     |
| 1983                                                           | "Wanna Be Startin' Somethin'"                       | 5                        | 25                       | —                        | 1                        | 14                       | 16                       | 14                       | 1                        | 35                       | 8                        |                                                                                     | Thriller     |
| 1983                                                           | "Human Nature"                                      | 7                        | 63                       | —                        | 11                       | —                        | 64                       | —                        | —                        | 46                       | 622                      |                                                                                     | Thriller     |
| 1983                                                           | "P.Y.T. (Pretty Young Thing)"                       | 10                       | 40                       | —                        | 17                       | 15                       | 51                       | —                        | 13                       | —                        | 11                       |                                                                                     | Thriller     |
| 1984                                                           | "Thriller"                                          | 4                        | 3                        | 5                        | 3                        | 1                        | 9                        | 2                        | 3                        | 6                        | 10                       | - Mỹ: Bạch kim - Úc: Bạch kim - Pháp: Bạch kim - LH Anh: Bạc                        | Thriller     |
| 1987                                                           | "I Just Can't Stop Loving You" (với Siedah Garrett) | 1                        | 10                       | 5                        | 2                        | 12                       | 2                        | 2                        | 1                        | 3                        | 1                        | - Mỹ: Vàng                                                                          | Bad          |
| 1987                                                           | "Bad"                                               | 1                        | 4                        | 9                        | 5                        | 4                        | 4                        | 1                        | 1                        | 2                        | 3                        | - Úc: Bạch kim - Pháp: Bạc                                                          | Bad          |
| 1987                                                           | "The Way You Make Me Feel"                          | 1                        | 5                        | 15                       | 7                        | 29                       | 12                       | 4                        | 6                        | 2                        | 3                        | - Úc: Vàng                                                                          | Bad          |
| 1988                                                           | "Man in the Mirror"                                 | 1                        | 8                        | 10                       | 3                        | —                        | 23                       | 16                       | 16                       | 4                        | 2                        |                                                                                     | Bad          |
| 1988                                                           | "Dirty Diana"                                       | 1                        | 26                       | 7                        | 5                        | 9                        | 3                        | 6                        | 2                        | 5                        | 4                        |                                                                                     | Bad          |
| 1988                                                           | "Another Part of Me"                                | 11                       | 44                       | 20                       | 28                       | 32                       | 10                       | —                        | 10                       | 14                       | 15                       |                                                                                     | Bad          |
| 1988                                                           | "Smooth Criminal"                                   | 7                        | 16                       | 17                       | —                        | 4                        | 9                        | 6                        | 1                        | 29                       | 8                        | - Pháp: Bạc                                                                         | Bad          |
| 1989                                                           | "Leave Me Alone"                                    | —                        | 37                       | 15                       | —                        | 17                       | 16                       | 8                        | 6                        | 9                        | 2                        |                                                                                     | Bad          |
| 1989                                                           | "Liberian Girl"                                     | —                        | 50                       | —                        | —                        | 15                       | 23                       | —                        | 15                       | 31                       | 13                       |                                                                                     | Bad          |
| "—" Đĩa đơn không được phát hành hoặc xếp hạng tại quốc gia đó |                                                     |                          |                          |                          |                          |                          |                          |                          |                          |                          |                          |                                                                                     |              |

### Thập niên 1990
| Năm                                                            | Đĩa đơn                         | Vị trí xếp hạng cao nhất | Vị trí xếp hạng cao nhất | Vị trí xếp hạng cao nhất | Vị trí xếp hạng cao nhất | Vị trí xếp hạng cao nhất | Vị trí xếp hạng cao nhất | Vị trí xếp hạng cao nhất | Vị trí xếp hạng cao nhất | Vị trí xếp hạng cao nhất | Vị trí xếp hạng cao nhất | Chứng nhận                                                                            | Album                                        |
| Năm                                                            | Đĩa đơn                         | Mỹ                       | Úc                       | Áo                       | Canada                   | Pháp                     | Đức                      | Ý                        | Hà Lan                   | New Zealand              | LH Anh                   | Chứng nhận                                                                            | Album                                        |
| -------------------------------------------------------------- | ------------------------------- | ------------------------ | ------------------------ | ------------------------ | ------------------------ | ------------------------ | ------------------------ | ------------------------ | ------------------------ | ------------------------ | ------------------------ | ------------------------------------------------------------------------------------- | -------------------------------------------- |
| 1991                                                           | "Black or White"                | 1                        | 1                        | 2                        | 1                        | 1                        | 2                        | 1                        | 3                        | 1                        | 1                        | - Mỹ: Bạch kim - Úc: 2× Bạch kim - Canada: Vàng - Pháp: Bạc - Đức: Vàng - LH Anh: Bạc | Dangerous                                    |
| 1992                                                           | "Remember the Time"             | 3                        | 6                        | 16                       | 2                        | 5                        | 8                        | 6                        | 3                        | 1                        | 3                        | - Mỹ: Vàng - Úc: Vàng                                                                 | Dangerous                                    |
| 1992                                                           | "In the Closet"                 | 6                        | 5                        | 23                       | 16                       | 9                        | 15                       | 2                        | 9                        | 5                        | 8                        | - Mỹ: Vàng - Úc: Vàng                                                                 | Dangerous                                    |
| 1992                                                           | "Jam"                           | 26                       | 11                       | 28                       | 29                       | 8                        | 18                       | 3                        | 9                        | 2                        | 13                       |                                                                                       | Dangerous                                    |
| 1992                                                           | "Who Is It"                     | 14                       | 34                       | 5                        | 6                        | 8                        | 9                        | 17                       | 15                       | 16                       | 10                       |                                                                                       | Dangerous                                    |
| 1992                                                           | "Heal the World"                | 27                       | 20                       | 4                        | 21                       | 2                        | 3                        | 4                        | 6                        | 3                        | 2                        | - Úc: Vàng - Pháp: Bạc - Đức: Vàng - LH Anh: Vàng                                     | Dangerous                                    |
| 1993                                                           | "Give In to Me"                 | —                        | 4                        | 12                       | —                        | 7                        | 10                       | —                        | 3                        | 1                        | 2                        | - Úc: Vàng                                                                            | Dangerous                                    |
| 1993                                                           | "Will You Be There"             | 7                        | 42                       | 11                       | 6                        | 29                       | 12                       | —                        | 3                        | 2                        | 9                        | - Mỹ: Vàng                                                                            | Dangerous                                    |
| 1993                                                           | "Gone Too Soon"                 | —                        | 76                       | —                        | —                        | 32                       | 45                       | —                        | 31                       | 6                        | 33                       |                                                                                       | Dangerous                                    |
| 1995                                                           | "Scream"[A] (với Janet Jackson) | 5                        | 2                        | 9                        | 12                       | 4                        | 8                        | 1                        | 3                        | 1                        | 3                        | - Mỹ: Bạch kim - Úc: Vàng                                                             | HIStory: Past, Present and Future, Book I    |
| 1995                                                           | "Childhood"[A]                  | 5                        | 2                        | 9                        | 731                      | 4                        | 8                        | —                        | 3                        | 1                        | 3                        | - Mỹ: Bạch kim - Úc: Vàng                                                             | HIStory: Past, Present and Future, Book I    |
| 1995                                                           | "You Are Not Alone"             | 1                        | 7                        | 2                        | 11                       | 1                        | 4                        | 3                        | 6                        | 1                        | 1                        | - Mỹ: Bạch kim - Úc: Bạch kim - Pháp: Vàng - Đức: Vàng - LH Anh: Vàng                 | HIStory: Past, Present and Future, Book I    |
| 1995                                                           | "Earth Song"                    | —                        | 15                       | 2                        | 40                       | 2                        | 1                        | 6                        | 4                        | 4                        | 1                        | - Pháp: Vàng - Đức: 2× Bạch kim - LH Anh: Bạch kim                                    | HIStory: Past, Present and Future, Book I    |
| 1995                                                           | "This Time Around"              | —                        | —                        | —                        | —                        | —                        | —                        | —                        | —                        | —                        | —                        |                                                                                       | HIStory: Past, Present and Future, Book I    |
| 1996                                                           | "They Don't Care About Us"      | 30                       | 16                       | 2                        | —                        | 4                        | 1                        | 1                        | 4                        | 9                        | 4                        | - Úc: Vàng - Pháp: Bạc - Đức: 3× Vàng - LH Anh: Bạc                                   | HIStory: Past, Present and Future, Book I    |
| 1996                                                           | "Stranger in Moscow"            | 91                       | 14                       | 7                        | —                        | 18                       | 21                       | 1                        | 9                        | 6                        | 4                        |                                                                                       | HIStory: Past, Present and Future, Book I    |
| 1997                                                           | "Blood on the Dance Floor"      | 42                       | 5                        | 9                        | 4                        | 10                       | 5                        | 2                        | 4                        | 1                        | 1                        | - Úc: Vàng - Đức: Vàng                                                                | Blood on the Dance Floor: HIStory in the Mix |
| 1997                                                           | "HIStory/Ghosts"                | —                        | 43                       | 36                       | —                        | 26                       | 14                       | —                        | 16                       | 29                       | 5                        |                                                                                       | Blood on the Dance Floor: HIStory in the Mix |
| 1997                                                           | "Is It Scary"                   | —                        | —                        | —                        | —                        | —                        | —                        | —                        | —                        | —                        | —                        |                                                                                       | Blood on the Dance Floor: HIStory in the Mix |
| 1997                                                           | "On the Line"                   | —                        | —                        | —                        | —                        | —                        | —                        | —                        | —                        | —                        | —                        |                                                                                       | —                                            |
| 1997                                                           | "Smile"                         | —                        | 56                       | —                        | —                        | —                        | 71                       | —                        | —                        | —                        | 74                       |                                                                                       | HIStory: Past, Present and Future, Book I    |
| "—" Đĩa đơn không được phát hành hoặc xếp hạng tại quốc gia đó |                                 |                          |                          |                          |                          |                          |                          |                          |                          |                          |                          |                                                                                       |                                              |

### Thập niên 2000
| Năm                                                            | Đĩa đơn                                       | Vị trí xếp hạng cao nhất | Vị trí xếp hạng cao nhất | Vị trí xếp hạng cao nhất | Vị trí xếp hạng cao nhất | Vị trí xếp hạng cao nhất | Vị trí xếp hạng cao nhất | Vị trí xếp hạng cao nhất | Vị trí xếp hạng cao nhất | Vị trí xếp hạng cao nhất | Vị trí xếp hạng cao nhất | Chứng nhận              | Album                               |
| Năm                                                            | Đĩa đơn                                       | Mỹ                       | Úc                       | Áo                       | Canada                   | Pháp                     | Đức                      | Ý                        | Hà Lan                   | New Zealand              | LH Anh                   | Chứng nhận              | Album                               |
| -------------------------------------------------------------- | --------------------------------------------- | ------------------------ | ------------------------ | ------------------------ | ------------------------ | ------------------------ | ------------------------ | ------------------------ | ------------------------ | ------------------------ | ------------------------ | ----------------------- | ----------------------------------- |
| 2001                                                           | "You Rock My World"                           | 10                       | 4                        | 9                        | 2                        | 1                        | 6                        | 3                        | 3                        | 13                       | 2                        | - Úc: Vàng - Pháp: Vàng | Invincible                          |
| 2001                                                           | "Cry"                                         | —                        | 43                       | 65                       | —                        | 30                       | 76                       | 15                       | —                        | —                        | 25                       |                         | Invincible                          |
| 2002                                                           | "Butterflies"                                 | 14                       | —                        | —                        | —                        | —                        | —                        | —                        | —                        | —                        | —                        |                         | Invincible                          |
| 2003                                                           | "One More Chance"                             | 83                       | —                        | 58                       | —                        | 44                       | 29                       | 7                        | 23                       | —                        | 5                        |                         | Number Ones                         |
| 2003                                                           | "What More Can I Give"                        | —                        | —                        | —                        | —                        | —                        | —                        | —                        | —                        | —                        | —                        |                         | —                                   |
| 2008                                                           | "The Girl Is Mine 2008" (với will.i.am)       | —                        | 60                       | 51                       | 76                       | 22                       | 21                       | —                        | 17                       | —                        | 32                       |                         | Thriller – 25th Anniversary Edition |
| 2008                                                           | "Wanna Be Startin' Somethin' 2008" (với Akon) | 81                       | 8                        | —                        | 32                       | 10                       | 63                       | 20                       | 48                       | 4                        | 69                       | - Úc: Vàng              | Thriller – 25th Anniversary Edition |
| "—" Đĩa đơn không được phát hành hoặc xếp hạng tại quốc gia đó |                                               |                          |                          |                          |                          |                          |                          |                          |                          |                          |                          |                         |                                     |

### Thập niên 2010
| Năm                                                            | Đĩa đơn                                                  | Vị trí xếp hạng cao nhất | Vị trí xếp hạng cao nhất | Vị trí xếp hạng cao nhất | Vị trí xếp hạng cao nhất | Vị trí xếp hạng cao nhất | Vị trí xếp hạng cao nhất | Vị trí xếp hạng cao nhất | Vị trí xếp hạng cao nhất | Vị trí xếp hạng cao nhất | Vị trí xếp hạng cao nhất | Chứng nhận | Album             |
| Năm                                                            | Đĩa đơn                                                  | Mỹ                       | Úc                       | Áo                       | Canada                   | Pháp                     | Đức                      | Ý                        | Hà Lan                   | New Zealand              | LH Anh                   | Chứng nhận | Album             |
| -------------------------------------------------------------- | -------------------------------------------------------- | ------------------------ | ------------------------ | ------------------------ | ------------------------ | ------------------------ | ------------------------ | ------------------------ | ------------------------ | ------------------------ | ------------------------ | ---------- | ----------------- |
| 2010                                                           | "Mind Is the Magic"                                      | —                        | —                        | —                        | —                        | —                        | —                        | —                        | —                        | —                        | —                        |            | Mind Is the Magic |
| 2010                                                           | "Hold My Hand" (với Akon)                                | 39                       | 37                       | 9                        | 16                       | 27                       | 7                        | 4                        | 28                       | 6                        | 10                       |            | Michael           |
| 2011                                                           | "Hollywood Tonight"                                      | —                        | —                        | —                        | —                        | —                        | 55                       | —                        | 54                       | —                        | 152                      |            | Michael           |
| 2011                                                           | "Behind the Mask"                                        | —                        | —                        | —                        | —                        | —                        | —                        | —                        | —                        | —                        | —                        |            | Michael           |
| 2011                                                           | "(I Like) The Way You Love Me"                           | —                        | —                        | —                        | —                        | —                        | —                        | —                        | —                        | —                        | —                        |            | Michael           |
| 2011                                                           | "Immortal Megamix"                                       | —                        | 41                       | —                        | —                        | —                        | —                        | —                        | —                        | —                        | —                        |            | Immortal          |
| 2012                                                           | "I Just Can't Stop Loving You"/"Don't Be Messin' 'Round" | —                        | —                        | —                        | —                        | —                        | —                        | —                        | —                        | —                        | —                        |            | Bad 25            |
| 2012                                                           | "Bad (phiên bản 2012)"                                   | —                        | —                        | —                        | —                        | —                        | —                        | —                        | —                        | —                        | —                        |            | Bad 25            |
| "—" Đĩa đơn không được phát hành hoặc xếp hạng tại quốc gia đó |                                                          |                          |                          |                          |                          |                          |                          |                          |                          |                          |                          |            |                   |

## Đĩa đơn hợp tác
| Năm                                                            | Đĩa đơn                                                                                    | Vị trí xếp hạng cao nhất | Vị trí xếp hạng cao nhất | Vị trí xếp hạng cao nhất | Vị trí xếp hạng cao nhất | Vị trí xếp hạng cao nhất | Vị trí xếp hạng cao nhất | Vị trí xếp hạng cao nhất | Vị trí xếp hạng cao nhất | Vị trí xếp hạng cao nhất | Vị trí xếp hạng cao nhất | Chứng nhận                                                             | Album                   |
| Năm                                                            | Đĩa đơn                                                                                    | Mỹ                       | Úc                       | Áo                       | Canada                   | Pháp                     | Đức                      | Ý                        | Hà Lan                   | New Zealand              | LH Anh                   | Chứng nhận                                                             | Album                   |
| -------------------------------------------------------------- | ------------------------------------------------------------------------------------------ | ------------------------ | ------------------------ | ------------------------ | ------------------------ | ------------------------ | ------------------------ | ------------------------ | ------------------------ | ------------------------ | ------------------------ | ---------------------------------------------------------------------- | ----------------------- |
| 1978                                                           | "Ease on Down the Road" (với Diana Ross)                                                   | 41                       | —                        | —                        | 35                       | —                        | —                        | —                        | —                        | 47                       | 45                       |                                                                        | The Wiz                 |
| 1980                                                           | "Night Time Lover" (với La Toya Jackson)                                                   | —                        | —                        | —                        | —                        | —                        | —                        | —                        | —                        | —                        | —                        |                                                                        | La Toya Jackson         |
| 1980                                                           | "Save Me" (với Dave Mason)                                                                 | —                        | —                        | —                        | —                        | —                        | —                        | —                        | —                        | —                        | —                        |                                                                        | Old Crest on a New Wave |
| 1983                                                           | "Say Say Say" (với Paul McCartney)                                                         | 1                        | 4                        | 10                       | 1                        | 2                        | 12                       | 1                        | 4                        | 1                        | 2                        | - Mỹ: Bạch kim - Pháp: Vàng - LH Anh: Bạc                              | Pipes of Pieces         |
| 1984                                                           | "Somebody's Watching Me" (với Rockwell và Jermaine Jackson)                                | 2                        | 12                       | 14                       | 2                        | 5                        | 2                        | 14                       | 2                        | 5                        | 6                        |                                                                        | Somebody's Watching Me  |
| 1984                                                           | "Tell Me I'm Not Dreamin' (Too Good to Be True)" (với Jermaine Jackson)                    | —                        | —                        | —                        | —                        | —                        | —                        | —                        | —                        | —                        | —                        |                                                                        | Dynamite                |
| 1984                                                           | "Don't Stand Another Chance" (với Janet Jackson)                                           | —                        | —                        | —                        | —                        | —                        | —                        | —                        | —                        | —                        | —                        |                                                                        | Dream Street            |
| 1984                                                           | "Centipede" (với Rebbie Jackson và Weather Girls)                                          | 24                       | 97                       | —                        | —                        | —                        | —                        | —                        | —                        | 4                        | —                        |                                                                        | Centipede               |
| 1985                                                           | "We Are the World" (là một thành viên của nhóm USA for Africa)                             | 1                        | 1                        | 2                        | 1                        | 1                        | 1                        | 1                        | 1                        | 1                        | 1                        | - Mỹ: 4× Bạch kim - Pháp: Bạch kim - Canada: 3× Bạch kim - LH Anh: Bạc | We Are the World        |
| 1985                                                           | "Eaten Alive" (với Diana Ross)                                                             | 77                       | 81                       | —                        | 79                       | —                        | 38                       | 10                       | 26                       | 26                       | 71                       |                                                                        | Eaten Alive             |
| 1987                                                           | "Get It" (với Stevie Wonder)                                                               | 80                       | —                        | —                        | —                        | 49                       | —                        | —                        | 14                       | —                        | 37                       |                                                                        | Characters              |
| 1989                                                           | "2300 Jackson Street" (với The Jackson 5, Janet Jackson, Robbie Jackson và Marlon Jackson) | —                        | —                        | —                        | —                        | —                        | —                        | —                        | 39                       | —                        | 76                       |                                                                        | 2300 Jackson Street     |
| 1993                                                           | "Whatzupwitu" (với Eddie Murphy)                                                           | —                        | —                        | —                        | —                        | 36                       | —                        | —                        | —                        | —                        | —                        |                                                                        | Love's Alright          |
| 1996                                                           | "Why" (với 3T)                                                                             | —                        | 46                       | 21                       | —                        | 9                        | 29                       | —                        | 10                       | 9                        | 2                        |                                                                        | Brotherhood             |
| 1996                                                           | "I Need You" (với 3T)                                                                      | —                        | 17                       | —                        | —                        | 5                        | 22                       | —                        | 5                        | 30                       | 3                        |                                                                        | Brotherhood             |
| "—" Đĩa đơn không được phát hành hoặc xếp hạng tại quốc gia đó |                                                                                            |                          |                          |                          |                          |                          |                          |                          |                          |                          |                          |                                                                        |                         |

## Đĩa đơn quảng bá
| Năm  | Đĩa đơn                        | Album                      | Ghi chú |
| ---- | ------------------------------ | -------------------------- | --- |
| 1982 | "Someone in the Dark"          | E.T. the Extra-Terrestrial | Phát hành nhằm quảng bá cho bộ phim E.T. - Cậu bé Ngoài hành tinh (E.T. the Extra-Terrestrial) nằm trong album nhạc phim cùng tên. |
| 1983 | "The Man" (với Paul McCartney) | Pipes of Peace             | Michael Jackson đóng vai trò đồng sáng tác "The Man" với Paul McCartney. |
| 1989 | "Speed Demon"                  | Bad                        | "Speed Demon" ban đầu được dự định phát hành dưới dạng đĩa đơn chính thức từ Bad, song đã bị hủy. |
| 2001 | "Speechless"                   | Invincible                 | "Speechless" chỉ được phát hành dưới dạng đĩa đơn quảng bá tại Hàn Quốc. Ngoài ra được phát hành dưới dạng đĩa đôi (hai mặt) với bản phối của "You Rock My World" có sự góp giọng của rapper Jay-Z.                                                                                          |
| 2004 | "Cheater"                      | The Ultimate Collection    | Ban đầu "Cheater" dự định được đưa vào album Bad (1989) song đã không thành (không rõ lý do tại sao). Sau đó, bài hát được đưa vào album tổng hợp The Ultimate Collection năm 2004. Được phát hành dưới dạng đĩa đôi hai mặt cùng bản phối "One More Chance" bởi R. Kelly tại Liên hiệp Anh. |
| 2010 | "Breaking News"                | Michael                    | Bài hát được phát hành nhằm quảng bá cho Michael, được so sánh với bài hát "Piece of Me" của Britney Spears. Bài hát đạt vị trí đầu bảng Billboard Bubbling Under Hot R&B Songs. |

## Các bài hát được xếp hạng khác
| Năm  | Đĩa đơn                                                              | Vị trí xếp hạng cao nhất | Vị trí xếp hạng cao nhất | Vị trí xếp hạng cao nhất | Vị trí xếp hạng cao nhất | Vị trí xếp hạng cao nhất | Vị trí xếp hạng cao nhất | Vị trí xếp hạng cao nhất | Vị trí xếp hạng cao nhất | Vị trí xếp hạng cao nhất | Vị trí xếp hạng cao nhất | Album                                     |
| Năm  | Đĩa đơn                                                              | Mỹ                       | Úc                       | Áo                       | Canada                   | Pháp                     | Đức                      | Ý                        | Hà Lan                   | New Zealand              | LH Anh                   | Album                                     |
| ---- | -------------------------------------------------------------------- | ------------------------ | ------------------------ | ------------------------ | ------------------------ | ------------------------ | ------------------------ | ------------------------ | ------------------------ | ------------------------ | ------------------------ | ----------------------------------------- |
| 1992 | "Black or White (phiên bản phối khí bởi The Clivillés & Coles)       | —                        | 18                       | —                        | —                        | —                        | —                        | —                        | —                        | —                        | 14                       | Black or White                            |
| 1995 | "Scream" (phiên bản phối khí bởi David Moracles) (với Janet Jackson) | —                        | —                        | —                        | —                        | —                        | —                        | —                        | —                        | —                        | 43                       | Scream/Childhood                          |
| 2008 | "Thriller Megamix"                                                   | —                        | 80                       | —                        | —                        | —                        | —                        | —                        | —                        | —                        | 96                       | King of Pop                               |
| 2009 | "Dangerous"                                                          | —                        | —                        | —                        | —                        | —                        | 99                       | —                        | —                        | —                        | —                        | Dangerous                                 |
| 2009 | "Smile"                                                              | —                        | 56                       | —                        | —                        | —                        | 71                       | —                        | —                        | —                        | 74                       | HIStory: Past, Present and Future, Book I |